# 백종민
백종민(1986년 1월 5일 ~ )은 대한민국의 배우이다. 이도영이라는 예명으로도 활동한 바 있다. EBS 어린이 역사 드라마 《점프》 시리즈와 드라마 《반올림 2》, 어린이 드라마 《화랑전사 마루》를 비롯해 《내 곁에 있어》, 《천하일색 박정금》 등에 출연하였다. 영화 《펜트하우스 코끼리》와 《주유소 습격사건2》에도 출연하였으며, 특히 MBC 드라마 《선덕여왕》에서 진평왕의 젊은 시절을 연기하여 호평을 받았다.
현재는 틱톡 크리에이터 ‘종민오빠’로 활동중이다.

## 연기 활동

### 텔레비전 드라마
| 연도      | 제목               | 역할                   | 비고     |
| --------- | ------------------ | ---------------------- | -------- |
| 2005      | 성장드라마 반올림2 |                        |          |
| 2006      | 화랑전사 마루      | 원술랑                 |          |
| 2007      | 내 곁에 있어       | 서은호                 |          |
| 2008      | 천하일색 박정금    | 오지훈                 |          |
| 2008      | 누구세요?          | 장동건                 |          |
| 2009      | 선덕여왕           | 청년 백정 왕자(진평왕) |          |
| 2009      | 인연만들기         | 민철호                 |          |
| 2010      | 별순검 시즌3       | 근수                   | 특별출연 |
| 2010      | 욕망의 불꽃        | 김상재                 |          |
| 2011      | 절정               | 서진섭                 |          |
| 2011~2012 | 내 딸 꽃님이       | 구준혁                 |          |
| 2012      | 무신               | 최의                   |          |
| 2012      | 무자식 상팔자      | 안준기                 |          |
| 2016      | 그래, 그런거야     | 표찬우                 |          |
| 2018      | 키스 먼저 할까요   | 사채남                 | 특별출연 |

### 영화
- 2009년 《펜트하우스 코끼리》 ... 동원 역
- 2010년 《주유소 습격사건 2》 ... 짱돌 역
- 2011년 《우리가 연애를 못하는 이유》

### 공연
- 2009년 연극 《도둑놈 다이어리》

## 연기 외 활동

#### 텔레비전 프로그램
- 2013년 SBS 《화신: 마음을 지배하는 자》 (8회, 4월 9일)
- 2009년 SBS 《괜찮아 유》
- 2009년 tvN 《재밌는 TV 롤러코스터》

### 뮤직비디오
- 2009년 SG워너비 - 〈내 사랑 울보, 사랑해〉
- 2013년 G.NA - 〈Oops!〉

### 광고
- 2003년 스피드011
- 2004년 오뚜기 라면볶이
- 2006년 비상교육
- 2008년 공익광고협의회